# Delphinium muscosum
Delphinium muscosum là một loài thực vật có hoa trong họ Mao lương. Loài này được Exell & Hillc. mô tả khoa học đầu tiên năm 1953.